# Jan Pynas

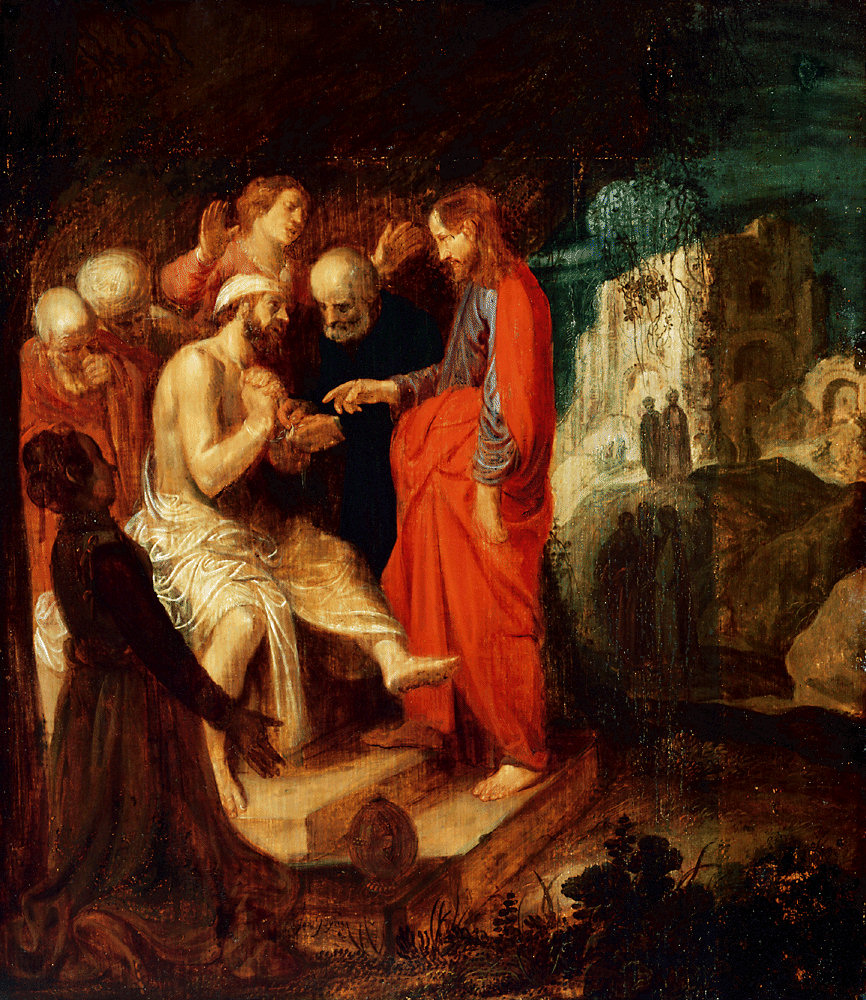
Jan Pynas, Wskrzeszenie Łazarza (1615)

Jan Symonsz. Pynas (ur. ok. 1581 w Alkmaarze, zm. 27 grudnia 1631 w Amsterdamie) – holenderski malarz okresu baroku, prerembrandtysta, brat Jacoba Pynasa.
W l. 1605-7 odbył podróż do Włoch (Rzym, Wenecja). Należał do kręgu prerembrandtystów.
Malował rozbudowane narracyjne sceny biblijne i mitologiczne w rozległym pejzażu. Pozostawał pod wpływem Adama Elsheimera, Pietera Lastmana i brata Jacoba.

## Wybrane dzieła
- Alegoria historyczna (1600-10) – Budapeszt, Muzeum Sztuk Pięknych,
- Jakub i szata Józefa (1618) – St. Petersburg, Ermitaż,
- Mojżesz zmieniający wodę Nilu w krew (1610) – Amsterdam, Rembrandthuis,
- Przypowieść o robotnikach w winnicy (1622) – Praga, Galeria Narodowa,
- Wskrzeszenie Łazarza (1605) – Aschaffenburg, Staatgalerie,
- Wskrzeszenie Łazarza (1615) – Filadelfia, Museum of Art.